# Marcello Panni
Marcello Panni (Roma, 24 gennaio 1940) è un direttore d'orchestra e compositore italiano.

## Biografia
Si è diplomato in Pianoforte, Composizione e Direzione d'orchestra al Conservatorio di Santa Cecilia di Roma, perfezionandosi nella Composizione con Goffredo Petrassi all'Accademia di Santa Cecilia (1963-64) e nella direzione con Manuel Rosenthal al Conservatorio Nazionale Superiore di Parigi. ´1965-68)
Dopo il debutto come direttore, nel 1969, alla Biennale di Venezia, quelle di compositore e di Direttore d'orchestra diventano le sue attività principali. Come compositore esordisce con brani quali Prétexte per orchestra (Roma, 1964), Empedokles-Lied (da Hölderlin) per baritono e orchestra (Venezia, 1965), Arpège per arpa e percussioni (Parigi, 1967), D’Ailleurs per quartetto d’archi (Londra, 1967), Patience per coro e orchestra (New York, 1968). Nel 1971 è tra i fondatori dell’Ensemble Teatro-Musica, con il quale si produrrà in concerti e rappresentazioni in tutta Europa, con composizioni di Schnebel, Cage, Pennisi, Berio, Bussotti, Clementi, Donatoni e Feldman. La sua composizione Klangfarbenspiel, pantomima musicale in collaborazione con Piero Dorazio e Mario Ricci (1972), viene rappresentata alla Piccola Scala di Milano, mentre al Maggio Musicale Fiorentino viene eseguita l'opera La partenza dell’argonauta  ispirata a Savinio, in collaborazione con Memè Perlini e Antonello Aglioti (1976). Dalla fine degli anni ’70 è ospite regolare delle principali istituzioni musicali italiane e dei più importanti teatri lirici internazionali quali l’Opéra di Parigi, il Metropolitan di New York, il Bolshoij di Mosca, la Staatsoper di Vienna. Notevole il suo impegno nella divulgazione di opere contemporanee, che lo portano a dirigere le prime esecuzioni assolute di Neither di Morton Feldman all’Opera di Roma (1976), Cristallo di rocca di Silvano Bussotti alla Scala di Milano (1983), Civil Wars di Philip Glass all’Opera di Roma (1984). Dal 1980 al 1984 è stato insegnante di composizione al Mills College di Oakland, California, come titolare della Milhaud Chair.
Tra le sue composizioni principali: Trenodia, per viola solista e 11 archi (Roma, 1991), Missa brevis, per coro di voci bianche, fiati e percussioni (Nizza, 2000)
Sinfonietta per orchestra da camera (Milano, 2001) Le Madri (Trenodia II) per archi con una percussione, Calatafimi! per voce recitante e orchestra (Rai di Torino, 2008) Apokàlypsis oratorio per due recitanti, orchestra di fiati e percussioni,coro misto e coro di voci bianche (Festival di Spoleto, 2009). 16 Popsongs per sette esecutori, (Lecce, 2014) Concerto per violino e orchestra dalla Terra del Rimorso),Lecce,2015 Zodiac, 12 Lieder per soprano e orchestra,  commissione dell'Orchestra della Toscana (Firenze 2015) Nocturne per fagotto solo, Nocturne / Rituel, per fagotto solista e dodici archi (L'Aquila 2019)
Ha composto diverse opere liriche:
- Hanjo tratta da un No moderno di Yukio Mishima, con la regia di Bob Wilson, commissione del Maggio Musicale Fiorentino (1994);
- Il Giudizio di Paride, "operetta" scritta per l’Opera di Bonn (1996), libretto del compositore dai Dialoghi di Luciano di Samosata, nella traduzione ottocentesca di Luigi Settembrini;
- The Banquet (Talking about Love), libretto di Kenneth Koch, commissione dell’Opera di Brema (1998), ripresa nel 2001-2002 a Roma, Genova e Firenze.
- Garibaldi en Sicile, rappresentata nell’aprile 2005 al Teatro San Carlo di Napoli (su commissione dello stesso) con libretto di Kenneth Koch tratto da Les Garibaldiens di Alexandre Dumas padre.
- L'asino magico di Tessaglia pantomima per voci recitanti, mimi e marionette, testo del compositore da Luciano di Samosata, nella traduzione ottocentesca di Luigi Settembrini, commissione dei Berliner Symphoniker (Der magische Esel) Berlino, 2019

Direttore Artistico dell'Orchestra dei Pomeriggi Musicali dal 1994 e successivamente anche direttore musicale dell'Opera di Bonn.
Nel settembre del 1997 assume la carica di direttore musicale dell'Opera e dell'Orchestra Filarmonica di Nizza.
Dal 1999 al 2004 è direttore artistico dell'Accademia Filarmonica Romana.
Nell'autunno 2000 è consulente artistico al Teatro San Carlo di Napoli (dove è rimasto per due stagioni);
Dal 2003 è Accademico di Santa Cecilia.
Nel 2007 ha ripreso la direzione artistica dell'Accademia Filarmonica Romana, della quale è attualmente Vice Presidente.
Dal 2011 al 2014 è direttore artistico e stabile dell'Orchestra Tito Schipa di Lecce. Dal 2018 è Direttore Artistico della Orchestra Sinfonica Siciliana per due stagioni.